# The Flying Burrito Brothers

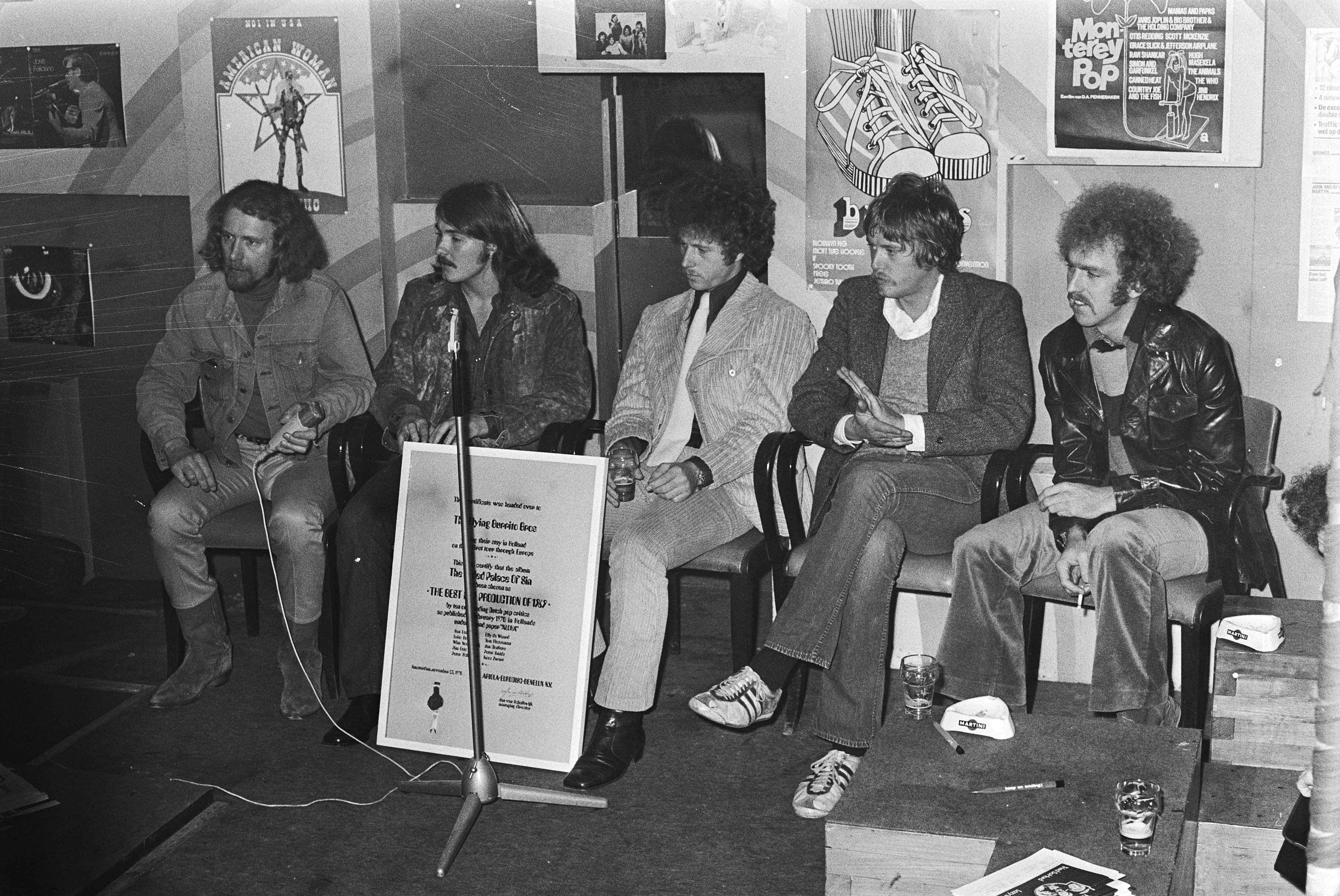
Flying Burritos (Amsterdam, 1970). Van links naar rechts: 'Sneaky' Pete Kleinow, Rick Roberts, Chris Hillman, Michael Clarke & Bernie Leadon

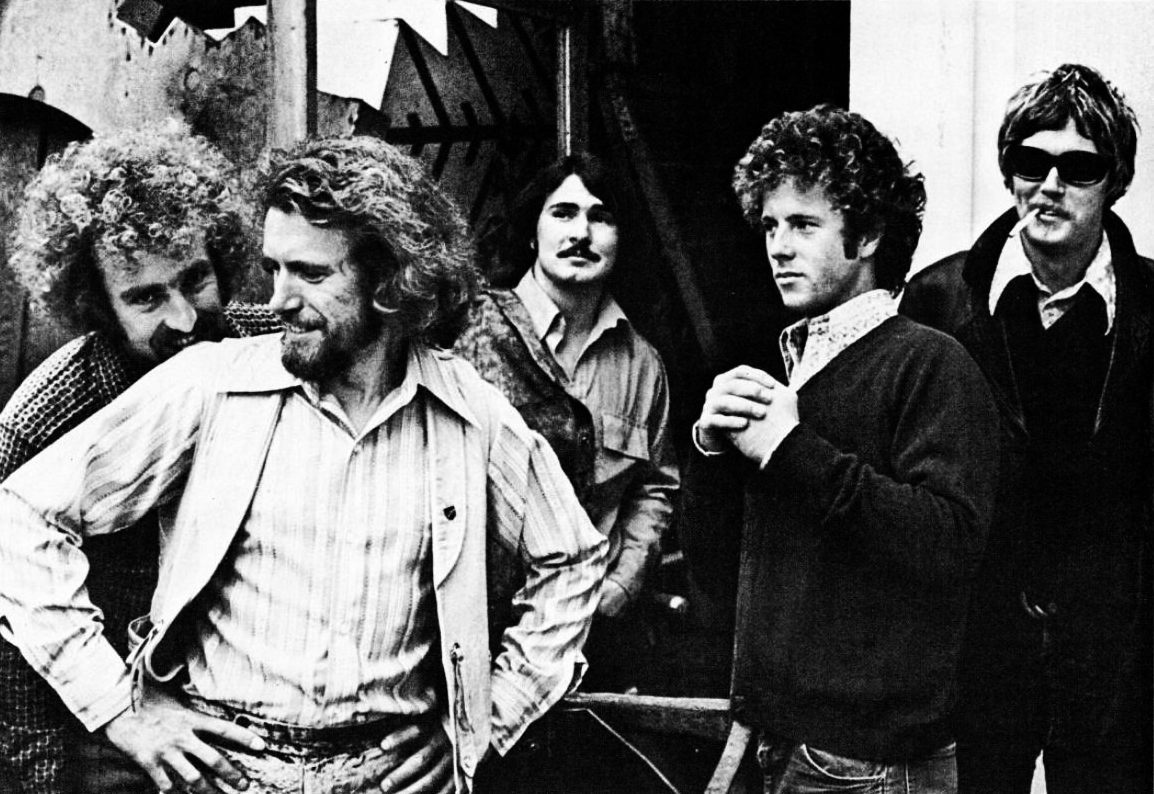
The Flying Burrito Brothers in 1971

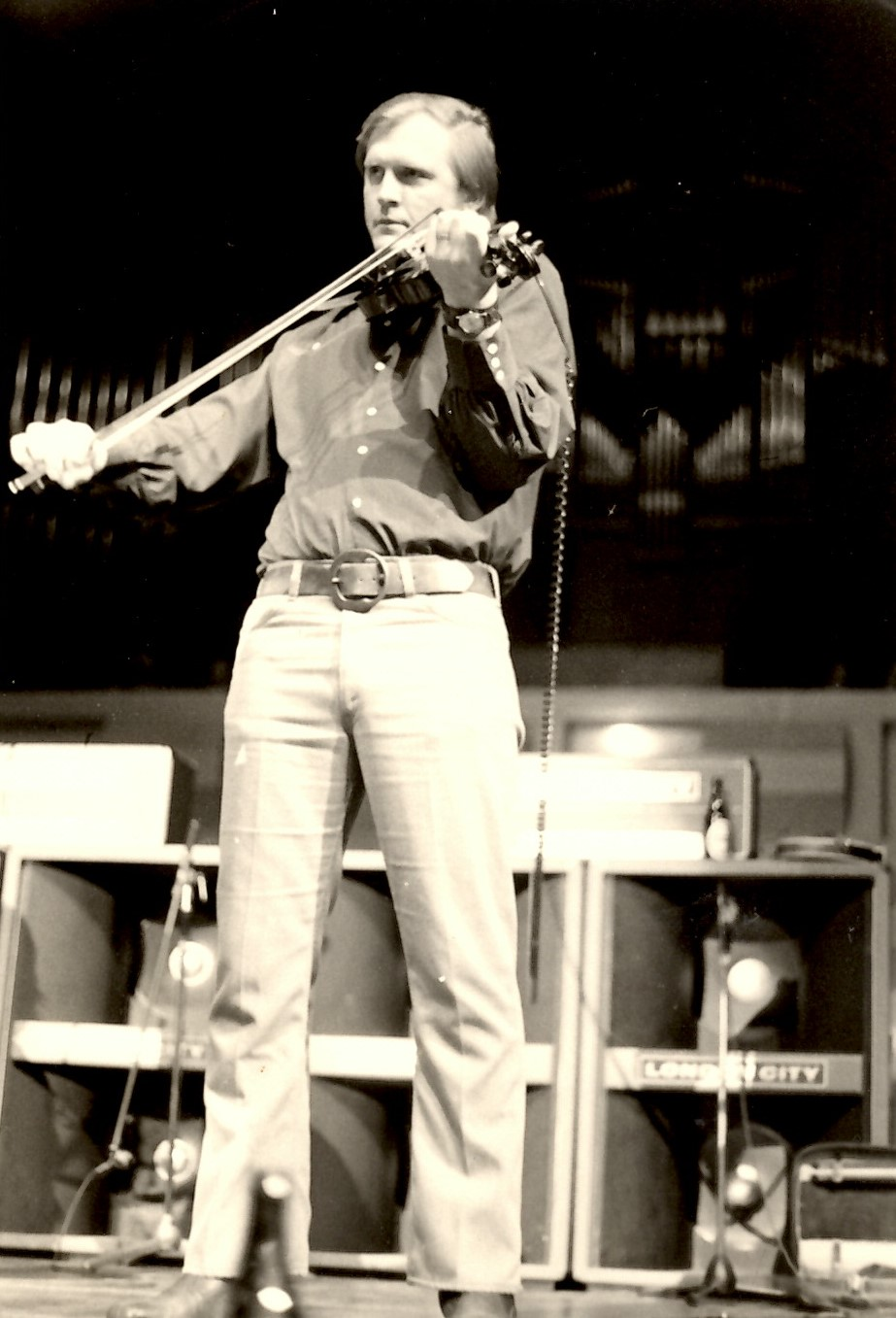
Byron Berline op tour in Ahoy met de Flying Burrito Brothers

The Flying Burrito Brothers was een Amerikaanse countryrockband. De belangrijkste leden van de oorspronkelijke band waren Gram Parsons en Chris Hillman (beiden voorheen van The Byrds), Pete Kleinow en Chris Ethridge. De invloed van violist Byron Berline zette de band ook op het spoor van de bluegrass.

## Geschiedenis
Hun allereerste elpee The Gilded Palace of Sin is volgens muziekkenners een mijlpaal in de muziekgeschiedenis.
Na de release van hun tweede album Burrito Deluxe in 1970 werd Gram Parsons wegens overvloedig drank- en druggebruik, uit de groep gezet.

Het derde album Flying Burrito Brothers uit najaar 1971, werd geen commercieel succes, met als gevolg dat na de contractueel verplichte tournee de groep uit elkaar viel.
In januari 1972 was de band op tournee in Nederland; de Brothers speelden in Rotterdam, Amsterdam, Breda, Eindhoven, Sittard, Groningen, Assen, Enschede, Leeuwarden en Nijmegen. De concerttour heette Six days on the road. 

Het recht op de naam van de band bleef bij Rick Roberts. Zij bleven onder die naam in steeds wisselende bezettingen toeren en albums opnemen, zoals Still Going Strong in 2018.

Alleen Kleinow, die nadat hij de band verliet, een carrière als sessiemuzikant begon, heeft nog regelmatig in de nieuwe bezettingen meegewerkt.
In 1975 speelden ze op het openluchtfestival in Lochem.
Gram Parsons overleed in 1973 aan een overdosis morfine en alcohol.
Kleinow overleed in januari 2007 op 72-jarige leeftijd. Hij leed aan de ziekte van Alzheimer.
In 2012 overleed Chris Ethridge op 65-jarige leeftijd aan alvleesklierkanker.

## Bezetting
Album: The Gilded Palace of Sin
- Gram Parsons (zang, slaggitaar, toetsen)
- Chris Hillman (zang, slaggitaar, mandoline)
- Chris Ethridge (zang, basgitaar, piano)
- Peter "Sneaky Pete" Kleinow (steelgitaar)
- Jon Corneal en na diens ontslag de sessiemuzikanten Eddie Hoh, Popeye Phillips en Sam Goldstein(drums)

Album: Burrito Deluxe
- Gram Parsons (zang, slaggitaar, toetsen)
- Chris Hillman (zang, basgitaar, mandoline)
- Bernie Leadon (zang, gitaar, dobro)
- Peter "Sneaky Pete" Kleinow (steelgitaar)
- Michael Clarke (drums)

als gast
- Leon Russel op piano
- Byron Berline op fiddle
- Leopoldo c. Carbajal op accordeon
- Frank Blanco percussie
- Tommy Johnson tuba
- Buddy Childers kornet en flugelhorn

Album: Flying Burrito Bros
- Chris Hillman (zang, basgitaar, mandoline)
- Bernie Leadon (zang, gitaar, dobro)
- Rick Roberts (zang, gitaar)
- Peter "Sneaky Pete" Kleinow (steelgitaar)
- Michael Clarke (drums)

als gast
- Mike Deazy (gitaar) op To Ramona
- Earl Ball (piano)
- Bob Gibson (12-snarige gitaar)

## Discografie
- The Gilded Palace of Sin (A&M SP 4175, februari 1969)
- Burrito Deluxe (A&M SP 4258, mei 1970)
- Flying Burrito Bros (A&M SP 4295, juni 1971)

In 1976 werd het album Sleepless Nights uitgebracht, onder de naam Gram Parsons/The Flying Burrito Brothers. Het album bevat 11 covers van country-klassiekers en een cover van de Jagger/Richards-compositie Honky Tonk Women. Negen opnames zijn van de originele Burrito Brothers en drie zijn duetten van Gram Parsons met Emmylou Harris.